# Kim Marschel
Kim Marschel (8 marzo 2004) è un'ex sciatrice alpina tedesca.

## Biografia
Sciatrice polivalente attiva dal novembre del 2020, in Coppa Europa Kim Marschel ha esordito il 15 dicembre 2021 in Valle Aurina in slalom speciale (48ª) e ha preso per l'ultima volta il via il 13 febbraio 2023 in occasione dei due supergiganti disputati a Sarajevo/Bjelašnica, ottenendo in entrambi il suo miglior piazzamento nel circuito (22ª). Si è ritirata al termine di quella stessa stagione 2022-2023; non ha debuttato in Coppa del Mondo e non ha preso parte a rassegne olimpiche o iridate.

## Palmarès

### Coppa Europa
- Miglior piazzamento in classifica generale: 140ª nel 2023

### Campionati tedeschi
- 2 medaglie:
  - 1 argento (combinata nel 2022)
  - 1 bronzo (slalom speciale nel 2022)